# مان هنر نو
مان هنر نو اولین مجموعه هنری خصوصی در ایران است که توسط غلامرضا معتمدی راه‌اندازی شده است. این مجموعه با هدف جمع‌آوری آثار مروبط به زندگی معاصر از زمستان سال ۱۳۸۳ گشایش یافت که شامل دو بخش نگارخانه و موزه می‌شود.

نخستین مجموعه هنری خصوصی ایران با عنوان مان هنر نو با شعار هنر زندگی د ردو بخش نمایش دایمی وموقت آثار هنری از ۲۳ دی ماه سال ۸۳ فعالیت خود را در تهران و در زمینی به مساحت دو هزار و ۵۰۰ متر مربع آغاز نموده است. مان در زبان پهلوی به معنی خانه بوده که در دوره ساسانی استفاده از این کلمه در میان مردم ایران رایج بوده است .  این نمایشگاه‌ها در دو ساختمان مجزا است که از معماری متفاوتی برخوردار است .  در ساختمان مدرن، آثاری از هنرمندان کشور در زمینه معماری نوین به نمایش در آمده که به کاربرد هنر در زندگی روزانه پرداخته است .  در این بخش حدود ۱۰ هزار اثر هنری از یکصد هنرمند معاصر ایرانی که بار کاربرد استفاده در زندگی روز مره ساخته شده اند، به نمایش در می آید .آثار ارائه شده در بخش نمایشگاه دائمی در حوزه هنرگرافیک، عکس، فیلم وطراحی صنعتی است .

## منبع
1. ↑  «بزرگترین خانه هنرهای نو ایران‌». روزنامه اعتماد شماره ۷۴۱. ۲۱ دی ۱۳۸۳.[پیوند مرده]
2. ↑  احمدرضا دالوند. «مان هنرنو». وب‌سایت مان هنر نو.[پیوند مرده]